# Pierre Levesville
Pierre Levesville est un architecte français né à Orléans vers 1570 et décédé à Toulouse en 1632.

Il est le fils d'un maître-maçon d'Orléans. Son frère, Jean Levesville, est aussi maître-maçon ainsi que son neveu, Simon Levesville.

## Biographie
Son père travaille avec son frère, Jehan ou Jean Levesville, sur le chantier de reconstruction du chœur puis du transept de la cathédrale d'Orléans. C'est sur ce chantier qu'il fait son apprentissage.
Ayant fait une gravure de Rome se trouvant au Cabinet des Estampes de la Bibliothèque nationale de France, vers 1595-1600, signée Petrus Levesville Aurelianensis Inventor Romae, on suppose qu'il a été en Italie pour se former.
En 1599, la fabrique de la cathédrale de Mende signa un contrat avec Jean Despeysses pour la reconstruire à la suite des démolitions qui ont été faites par les troupes protestantes du capitaine Merle en 1579. Il semble que celui-ci ne donne pas entièrement satisfaction, aussi les responsables de la reconstruction vont-ils charger Pierre Levesville qui vient d'arriver d'Orléans de prendre en charge une partie de cette tâche « à prix faict » avec l'assentiment de l'évêque.
Le 20 janvier 1603, il se marie à Mende. Il fait des travaux à la Maison consulaire et « à un pont rompeu qui s'en allait en ruine ».
En 1604 on lui confie la construction de la tribune de la cathédrale.
Jean Despeysses est accusé d'avoir fait à la place de la rose « un grand trou sans forme » où il était « impossible d'y poser aucune vitre [...] à cause de sa difformité ». Aussi Pierre Levesville passe-t-il un contrat en 1608 pour refaire la rose occidentale. La consécration de la cathédrale a eu lieu en 1620.
Il fait ensuite quelques travaux dans la cathédrale de Saint-Flour.
Dans la nuit du 9 au 10 décembre 1609, un incendie ravage le chœur gothique de la cathédrale Saint-Étienne de Toulouse.
En 1610, il embauche Jean Tardieu maître-maçon à Saint-Alban, par contrat passé chez le notaire Parrouton. À cette époque, il travaille sur les ponts de Lavoûte-Chilhac, Massiac, Saint-Germain-Lembron et la terrasse du château de Murat. Il conduit les travaux de l'église Saint-Léger de Cheylade depuis le 11 mai (achevés en 1614 par Jean Tardieu).
Pierre Levesville vient à Toulouse en 1610. Aucun maître-maçon contacté par le chapitre n'a voulu traiter ce marché. Pierre Levesville est le seul à l'accepter pour la somme de 45000 livres en plus des matériaux que doit fournir le chapitre. Tous les travaux sont terminés le 23 juillet 1614.
La réussite de ce travail de restauration de la cathédrale de Toulouse lui valut d'être appelé comme expert le 24 novembre 1614 par le Juge Mage du Présidial de Nîmes pour donner son avis sur les travaux réalisés à la cathédrale de Nîmes. Après la remise du rapport des experts désignés et avoir touché 360 livres pour sa vacation, Levesville quitte Nîmes, le 3 janvier 1615, pour Toulouse où il doit terminer les chantiers qu'il avait en cours à l'Arsenal de l'Hôtel-de-ville, pour l'agrandissement du retable de la cathédrale Saint-Étienne, et à la construction d'une maison pour Anne de Cadilhac.
En 1613 on le consulte sur un bail à besogne pour la restauration de l'église des Feuillants de Labastide-Clermont.
À la suite d'un incendie de maisons autour d'une place (actuelle place Nationale) en 1614, les consuls de Montauban lui demandent un projet de reconstruction. Les travaux vont durer jusqu'en 1621. Un nouvel incendie se produisit le 15 juin 1649 nécessitant de nouveaux travaux. Ils sont confiés à l'architecte toulousain Claude Pacot en lui demandant de respecter les façades déjà construites par Pierre Levesville.
Les consuls de la ville de Montauban et Pierre de Levesville passent un contrat  en 1615 pour construire le Temple Neuf. Haut de 13 m, il est en forme de rotonde de briques avec une voûte lambrissée et surmontée d'une coupole. Il est terminé en 1617. Il a été démoli à la suite d'un arrêt royal du 29 octobre 1664.
Le 26 janvier 1615, les régents de la confrérie du Rosaire lui confient le marché de desmolir et réédiffier la chapelle de Notre Dame du Rozairx  et parfaicte… par tout le moys de juin prochain dans l'église des Jacobins de Toulouse.
Le 22 septembre 1617, Pierre Levesville est retenu de préférence à Marcel Le Roy, architecte parisien, pour construire les voûtes du chœur de la cathédrale d'Auch. Les travaux vont durer jusqu'en août 1620. À la fin de la besogne, deux architectes, Géraud d'Espagne et Audibert Cousteau, procèdent au contrôle de la bonne fin des travaux avant que les fabriciens lui paient les 75 000 livres convenus au marché.
Il travaille à la construction de nouveaux bâtiments du château de Lavardens pour le seigneur de Roquelaure en 1620. Certains historiens pensent qu'il pourrait être aussi un des auteurs du château du Rieutort à Roquelaure, construit pour le même, bâti à partir de 1619 car on voit sa signature comme témoin sur un contrat.
En 1622, il est appelé par la Confrérie royale des Pénitents Bleus pour construire leur chapelle, actuelle église Saint-Jérôme.
Après la paix de Montpellier, en 1625, le roi fait entreprendre la construction d'une nouvelle cathédrale à Montpellier à la demande de l'évêque de Montpellier Pierre de Fenouillet (1607-1652). Une commission d'architectes est nommée comprenant Pierre Levesville et remet son rapport. Pierre Levesville est accompagné par son neveu Simon Levesville. Les travaux de construction des fondations commencent mais ils sont abandonnés en 1629, sur ordre de Richelieu qui demande de restaurer là cathédrale de Montpellier. Ces fondations inachevées sont encore visibles place de la Canourgue.
En février 1627, il donne les plans et maquettes du couvent des religieuses de l'ordre de Saint-Jean de Jérusalem, installé au faubourg Saint-Cyprien.